# Carria inculcata
Carria inculcata är en stekelart som beskrevs av Henry Keith Townes, Jr. 1959. Carria inculcata ingår i släktet Carria och familjen brokparasitsteklar. Inga underarter finns listade.